# Giaginskaja
Giaginskaja je stanice v Giaginském rajónu Adygejské republiky Ruské federace. Je administrativní centrem rajónu a Giaginského vesnického okresu.
Nachází se v západní části Giaginského rajónu, na obou březích řeky Giagy. Je vzdálena 28 km severně od Majkopu a 20 km severovýchodně od města Belorečensk.
Na jižním okraji se nachází železniční stanice.
Ve stanici se nachází nemocnice, základní a střední školy, a několik průmyslových podniků.

## Historie
Před založením stanice se zde nacházel aul Ajtěka-Bolotoko, který byl opuštěn během etnické čistky Čerkesů.
Stanice byla založena roku 1862 a roku 1868 získala název Giaginskaja.
V dubnu 1911 došlo k velkému požáru stanice a během občanské války utrpěla velkou škodu.
Do roku 1924 byla součástí Majkopského oddílu Kubáňské oblasti. V letech 1924–1934 se nacházela v Dondukovském a poté v Majkopském rajónu Severokavkazského kraje.